# Бабаев, Рахман
Рахман Бабаев (туркм. Rahman Babaýew; 5 октября 1924, Мервский уезд — 6 февраля 1987, Ашхабад) — туркменский писатель, переводчик.

## Биография
Родился 5 октября 1924 года в селе Шордепе Мервского уезда (ныне — Мургапский этрап Марыйской области Туркмении). В раннем возрасте потерял родителей. Воспитывался в доме своей тёти по отцовской линии.
С марта 1942 года по февраль 1945 года участвовал в Великой Отечественной войне.
Трудовую деятельность начал в сельской школе Мургабского района.
В 1949 году поступил в Ташкентский государственный юридический институт. Окончив его в 1953 году, получил специальность юриста.
Бессменно проработал в издательстве «Туркменистан» 33 года, вначале редактором, позднее заведующим отдела научно‑технической литературы. Работая в издательстве, принимал активное участие в общественной жизни издательства. Как ветеран войны и труда вёл воспитательную работу, возглавлял профсоюзную организацию издательства, выступал наставником молодых сотрудников коллектива.
Скончался 6 февраля 1987 года в результате онкологического заболевания. Похоронен в селе Кипчак под Ашхабадом.

## Участие в ВОВ
В марте 1942 года в свои неполные восемнадцать лет ушёл добровольцем на фронт. Служил радиотелеграфистом в 1174 стрелковом полку 348-й стрелковой дивизии. Прошёл боевой путь от Брянска до польского города Белосток. Участвовал в ожесточённых боях, освобождая Белоруссию и Польшу. Дважды был ранен, первый раз при форсировании реки Сож, второй под Белостоком. В феврале 1945 года демобилизован из рядов Советской Армии в связи с ранением (в 1943 году ранение в правую ногу, в 1944 году ранение в правый глаз и обе руки).
За личное мужество и отвагу, проявленные при исполнении воинского долга награждён Орденом Отечественной Войны I степени, медалями «За отвагу» и «За победу над Германией».

## Творчество
Автор ряда творческих работ, изданных на туркменском языке. В их числе такие книги, как «Говхер» (туркм. “Göwher”), «Яз ягшы» (туркм. “Ýäz ýagşy”, «Весенний дождь»), «Дама-дама кол болар» (туркм. “Dama-dama köl bolar”, «Капли образуют озеро»), «Сепгит», (туркм. “Sepgit”, «На стыке»), «Дашда галан ыз» (туркм. “Daşda galan yz”, «След на камне»).
В них повествуется о жизни и труде целеустремлённых и мотивированных людей, честно выполняющих свой патриотический долг, которым не безразлична судьба их страны. Также, им были написаны очерковые книги, в частности, «Бир колхозын гахрыманлары», (туркм. “Bir kolhozyň gahrymanlary”, «Герои одного колхоза»), в которой в художественной форме рассказывается о ратном подвиге сельских тружеников Туркменистана.
С 1976 года — член Союза Писателей СССР и Литературного Фонда СССР.
Являлся переводчиком художественной литературы. Им был осуществлён перевод с русского на туркменский язык более тридцати книг, в том числе «Разгром» А.Фадеев, «Тронку» О.Гончаров, «Братья Ершовы» В.Кочетов, «На диком бреге» Б.Полевой, «Первый удар» А.Стиль, «Ненужная слава» С. Воронин, «Яблоневый сад» С.Зорьян, «Нонкина любовь» П. Ивайло, «Сборник корейских сказок» и многие другие.
За самоотверженный творческий труд и успехи в работе награждён медалью «За трудовую доблесть», медалью «Ветеран труда», Почётной Грамотой Президиума Верховного Совета Туркменской ССР.